# Merle de Smith
Turdus smithi
Espèce
Synonymes
- Turdus smithii
- Turdus olivaceus smithi

Le Merle de Smith (Turdus smithi), également appelé merle du Karoo ou merle du Namaqua, est une espèce de passereaux de la famille des Turdidae.

## Répartition
Cet oiseau vit en Afrique australe.